# (29753) Silvo
(29753) Silvo est un astéroïde de la ceinture principale.

## Description
(29753) Silvo est un astéroïde de la ceinture principale. Il fut découvert le 10 février 1999 à Gnosca par Stefano Sposetti. Il présente une orbite caractérisée par un demi-grand axe de 2,39 UA, une excentricité de 0,14 et une inclinaison de 10,1° par rapport à l'écliptique.

## Compléments